# 泉親衡の乱
泉親衡の乱（いずみちかひらのらん）は、鎌倉時代初期の建暦3年（1213年）2月15日に発覚した内乱。鎌倉幕府御家人で信濃源氏の泉親衡が源頼家の遺児千寿丸を鎌倉殿に擁立し執権北条義時を打倒しようとした陰謀とそれに続いた合戦を指す。一般的には和田合戦の前哨戦とされている。

## 概要

### 発端と展開
鎌倉幕府では、建仁4年/元久元年（1204年）に将軍源頼家が幽閉された後に暗殺され、北条氏によって源実朝が将軍に擁立されていた。
建暦3年（1213年）2月15日、泉親衡の郎党青栗七郎の弟で阿静坊安念という僧が千葉成胤を訪ね、謀反への協力を求めてきたことが発端である。成胤は安念を捕縛し執権北条義時の元へ連行した。義時は実朝に報告し、大江広元らと評議の上、二階堂行村・金窪行親らに安念を訊問させた。翌16日に安念の自白により、親衡は建暦元年（1211年）から頼家の遺児千寿丸を大将軍として義時を打倒しようと画策していたことが明らかとなった。親衡に与した武士は主だった者が130人余、その仲間が200人にのぼったことがわかり、そのうち和田義盛の子である義直、義重、甥の胤長、上総広常の甥・臼井十郎、八田知家の子・八田三郎ら十数人が捕縛された。当時、義盛は自領の上総国伊北荘に行っており鎌倉を留守にしていたという。
18日、捕縛された中の1人の薗田成朝が逃亡した。20日に成朝の逃亡が明らかとなり、実朝は成朝が受領を所望していたことを聞くと、かえって「早くこれを尋ね出し恩赦有るべき」と述べた。26日には死罪を命じられた渋河兼守が詠んだ和歌を実朝が詠んで、これを許している。27日にその他の謀反人の多くは配流に処された。
首謀者の親衡は鎌倉の違橋（たがえばし）に潜伏し、3月2日に捕縛の使者の工藤十郎と合戦に及んだが、その混乱に乗じて逐電し行方不明となった。8日、急を聞いて駆けつけた義盛が一族の赦免を嘆願し、義直・義重は許された。翌9日に義盛は一族を率いて再び御所に参じ、甥である胤長の許しを請うが事件の首謀者であるとして許されず、17日に胤長は陸奥国岩瀬郡へ配流され、屋敷は没収されることと決まった。

### 乱後
胤長の屋敷は一旦は義盛が拝領することとなったが、義時の反対に遭い、結局は北条氏の預かりとなったため、面目を潰された義盛は北条氏を打倒する意思を固め、和田合戦に繋がることとなった。
泉親衡は、源満仲の弟満快の子孫と伝えられるが、逃亡して行方不明となった親衡を幕府が真剣に捜索した形跡が見られないため、和田一族を滅ぼす目的で義時が義盛を挑発した事件であったとも言われる。一方で、さほど有力な御家人でもない親衡が鎌倉で300人以上の武士を集めていることから、乱の黒幕は義盛、もしくは義盛の子や孫の世代の和田一族とする説もある。また親衡自身をはじめ彼に与同した武士たちに信濃国の武士が多いことから、源頼朝に滅ぼされた木曽義仲の残党や、義仲滅亡後に頼朝より信濃国を拝領したと推測されるが北条氏に滅ぼされた比企氏の残党が主導したとする推測もある。

## 伝承

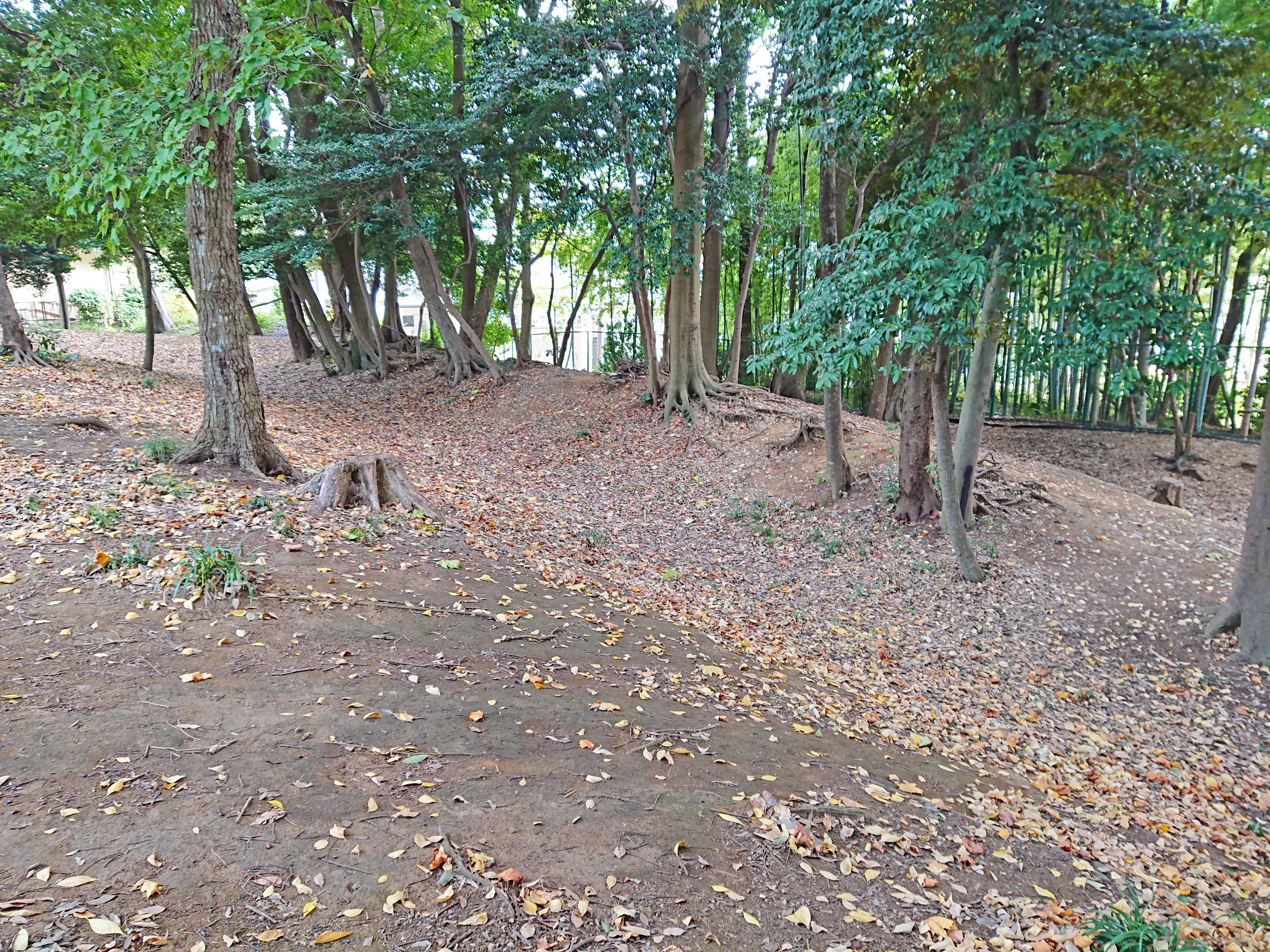
泉小次郎親衡館の土塁と空堀跡。

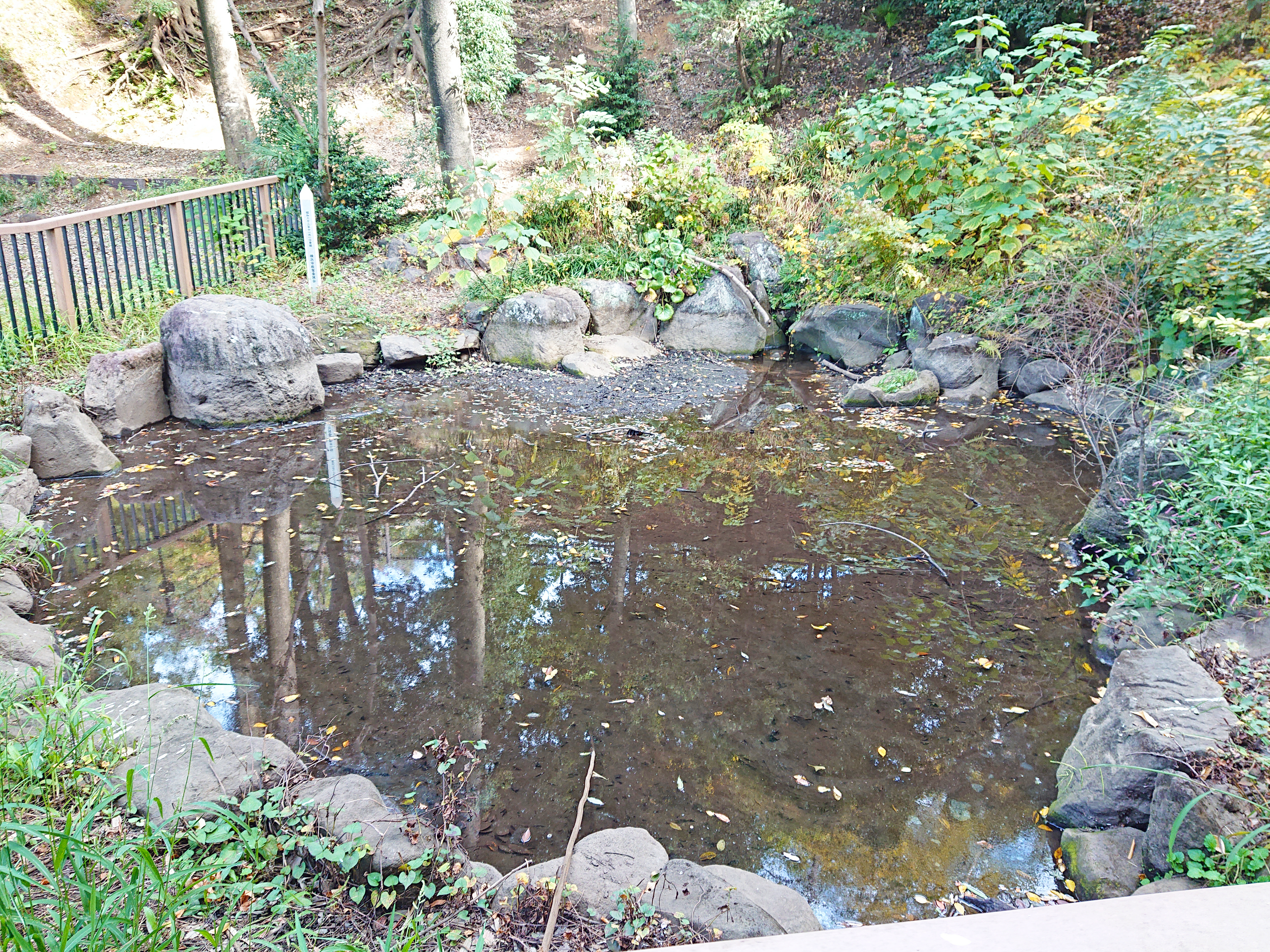
泉小次郎伝承地。小次郎馬洗いの池。

神奈川県横浜市泉区の泉中央公園には、親衡の関東での居館と伝わる城跡の泉小次郎親衡館が残り（「小次郎馬洗いの池」も残る）、1988年（昭和63年）に横浜市登録地域史跡「泉小次郎伝承地」に登録されているが、これまでの発掘調査では本当に親衡に関わる遺跡かは良くわかっていない。
乱後、逃走した親衡の行方は不明だが、埼玉県川越市小ヶ谷町にある瑶光山最明寺の縁起によると、親衡は千寿丸とともに当地に落ち延びて出家し「静海」と名乗り、文永2年5月19日（1265年7月3日）に88歳で没したとされ、静海の宝篋印塔も残るという。だが『吾妻鏡』『愚管抄』などによると千寿丸は和田合戦後の建暦3年（1213年）11月に祖母北条政子の命により法名を栄実として出家したが、建保2年（1214年）11月に京で和田氏の残党に擁立されて幕府方の襲撃を受け自害したとあり、信憑性に乏しい。

## 参加武将
- 泉親衡
- 和田義直
- 和田義重
- 和田胤長
- 渋河兼守
- 一村近村
- 籠山高成
- 狩野行時
- 栗沢長経
- 星名友平
- 磯野安茂
- 宿屋重房
- 薗田成朝
- 細井時重
- 臼井十郎
- 青栗為広
- 八田知基
- 上田兼綱

## 関連書籍
- 塚田正朋『長野県の歴史』（1974年 山川出版社）
- 平井聖監修「泉小次郎親衡館」『日本城郭大系第6巻　千葉・神奈川』 pp.306-307（1980年 新人物往来社）
- 泉区小史編集委員会『いずみ いまむかし』pp.72-74（1996年 横浜市泉区）